# ORWO

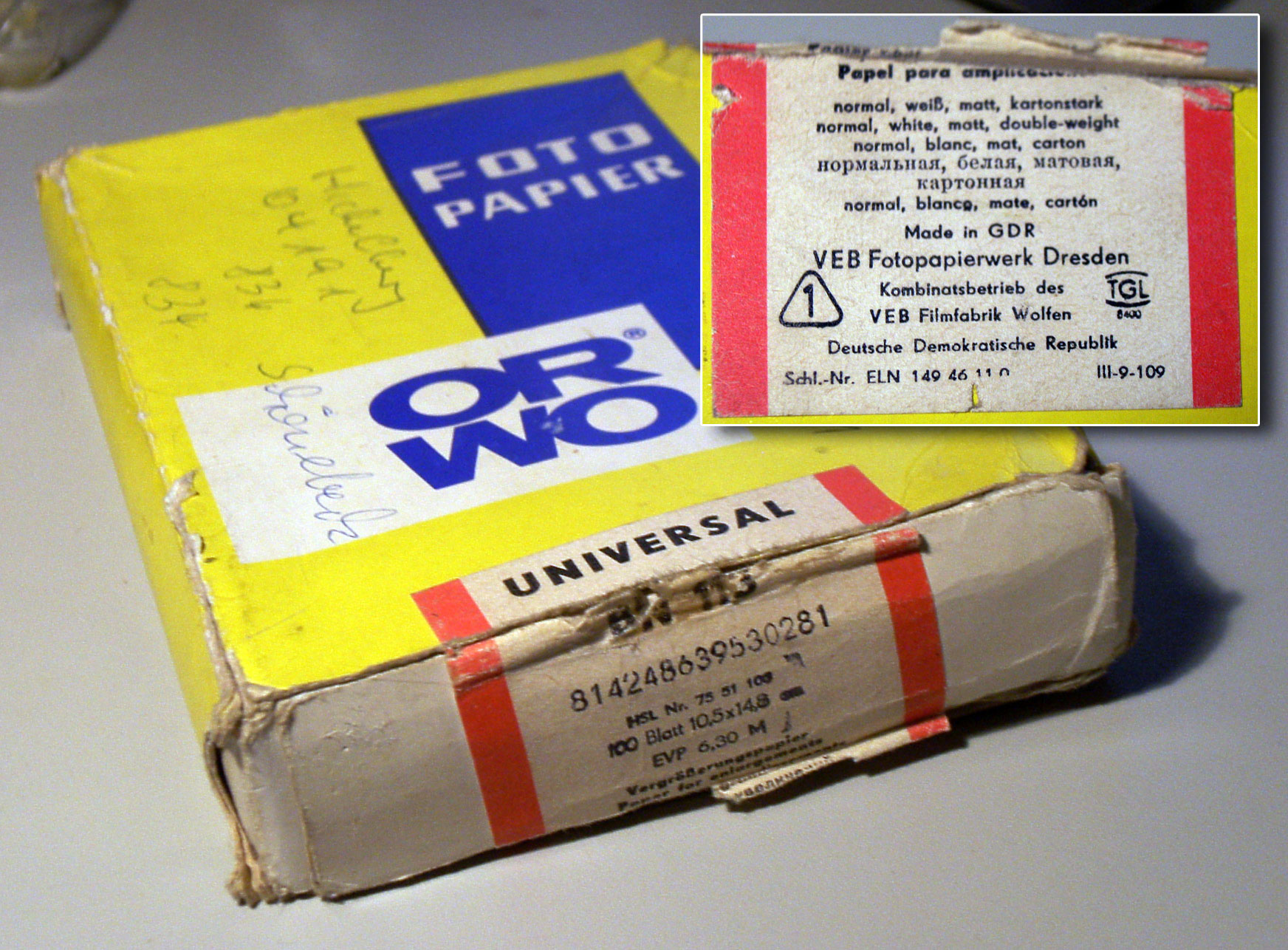
carta fotografica Orwo

La ORWO (abbreviazione di "ORiginal WOlfen") era il marchio di pellicole fotografiche e nastri magnetici della Germania dell'Est.

## Storia
L'abbreviazione di "Original Wolfen" era dovuta al fatto che la produzione avveniva nella Filmfabrik Wolfen, un tempo sede degli stabilimenti Agfa.

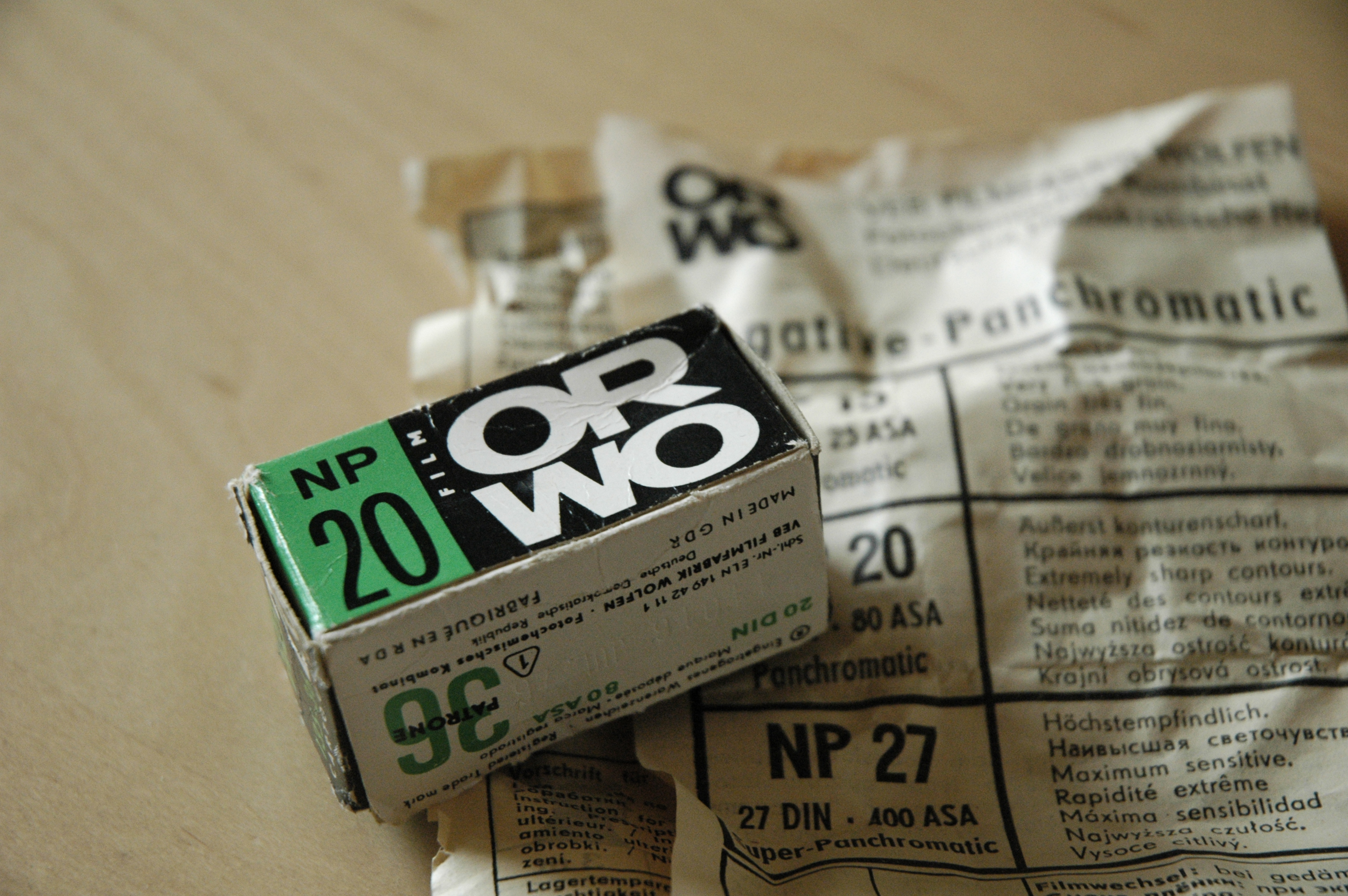
ORWO NP 20 (<1980s)
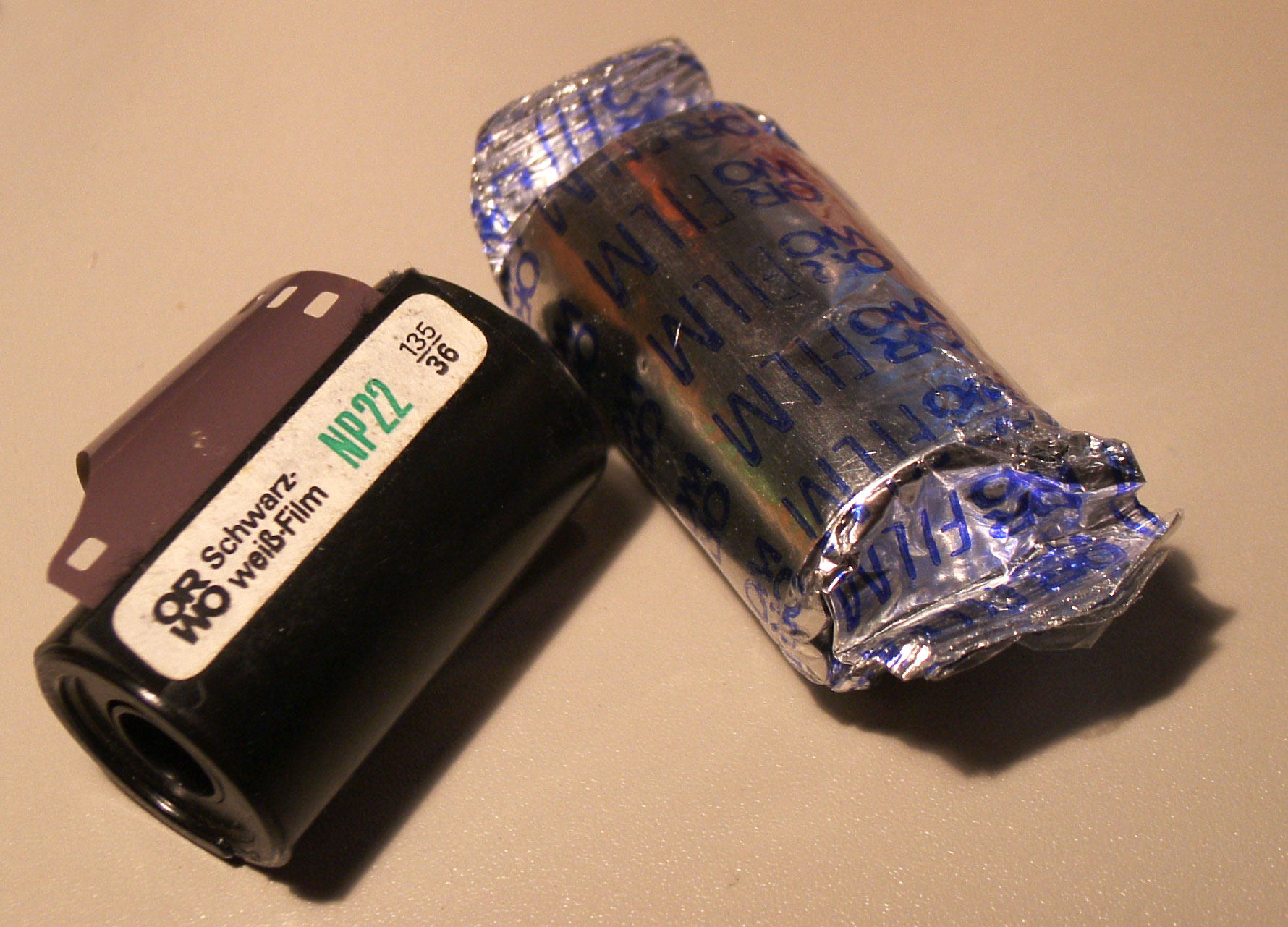
ORWO NP22 (<1990)
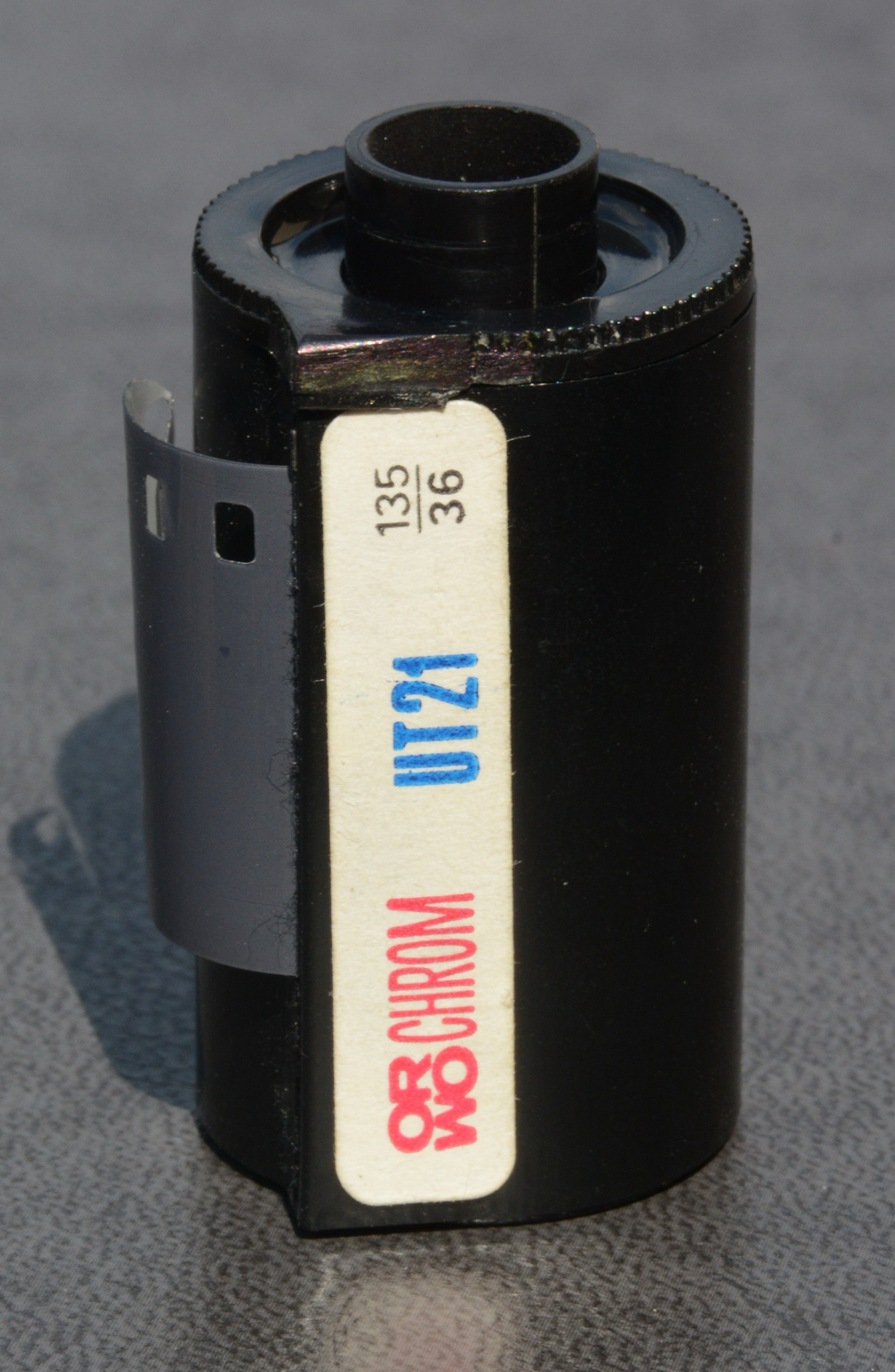
ORWO CHROM UT21 - 135 film (<1990)
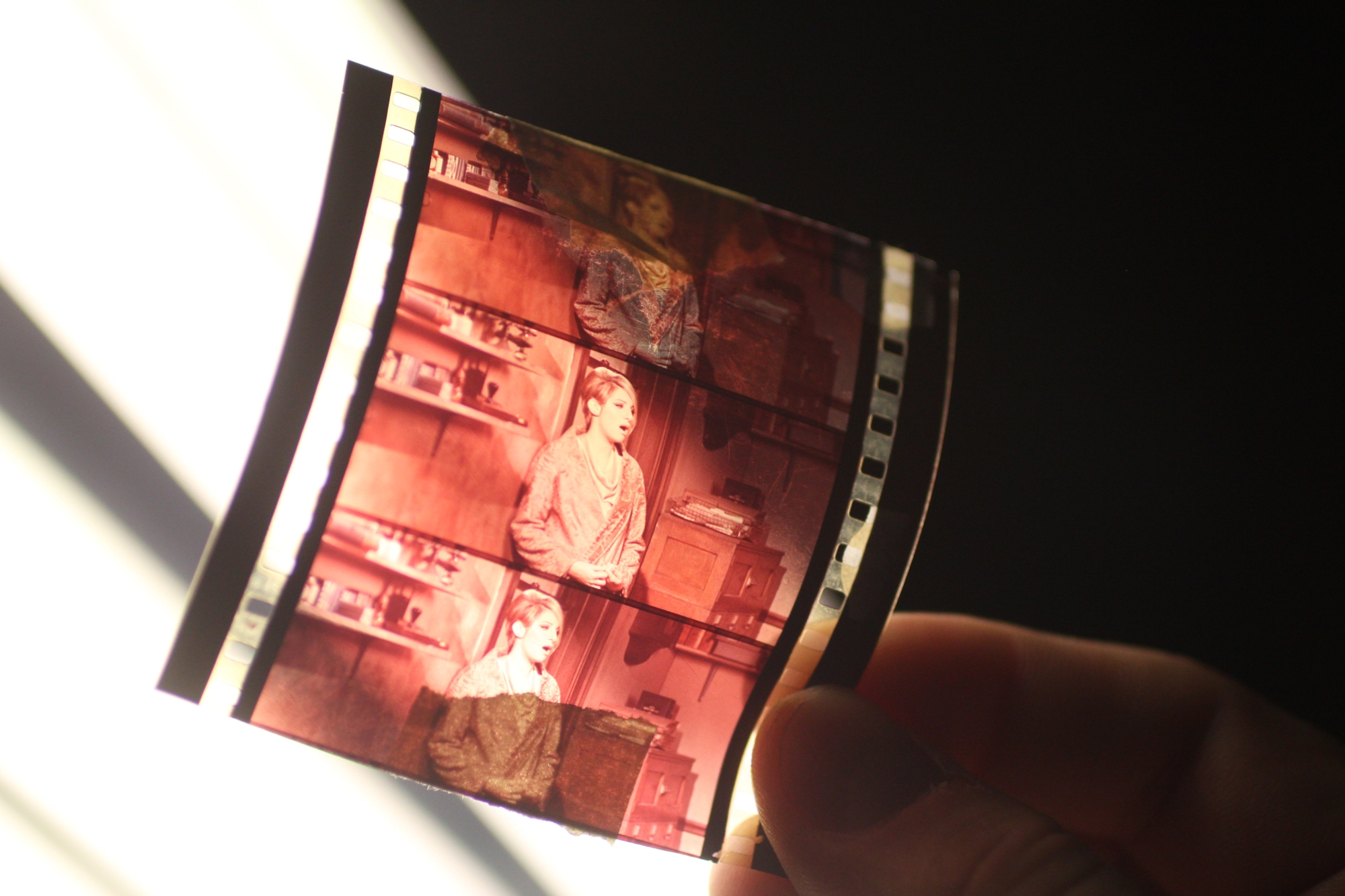
Perforated ORWO film (70 mm) USSR (<1990)
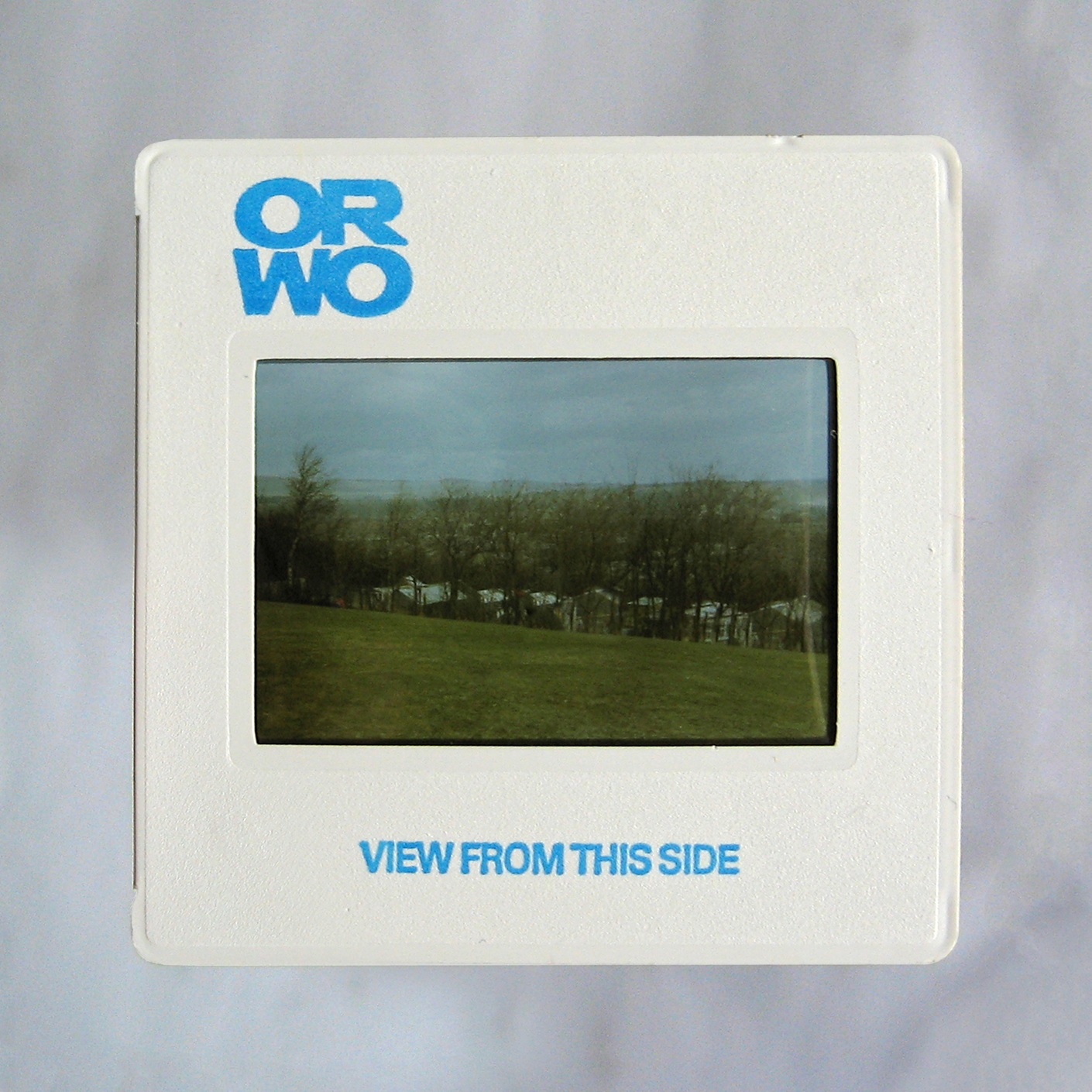
1980s ORWO CHROM (<1990)
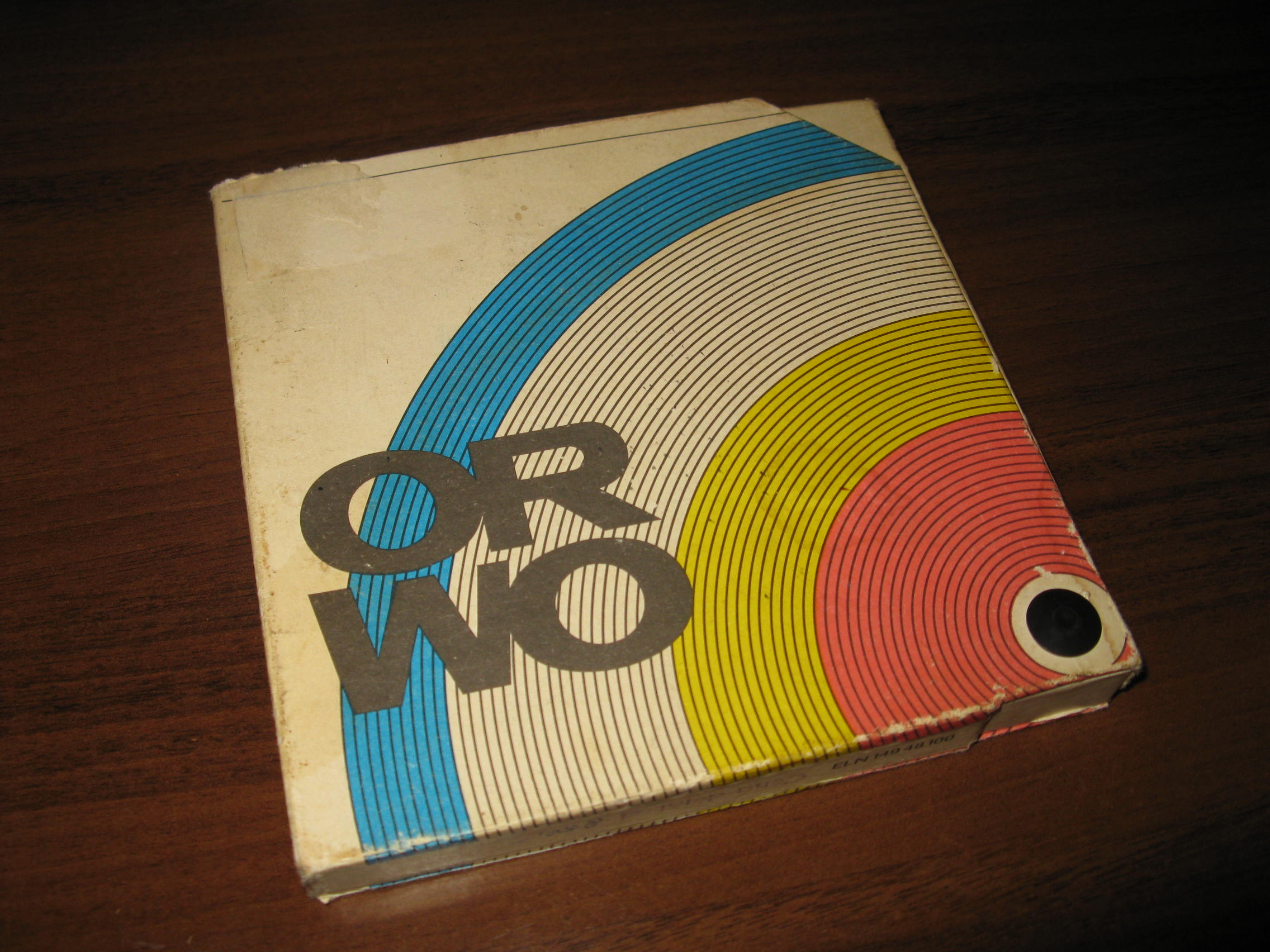
Magnetic tape packaging (<1990)
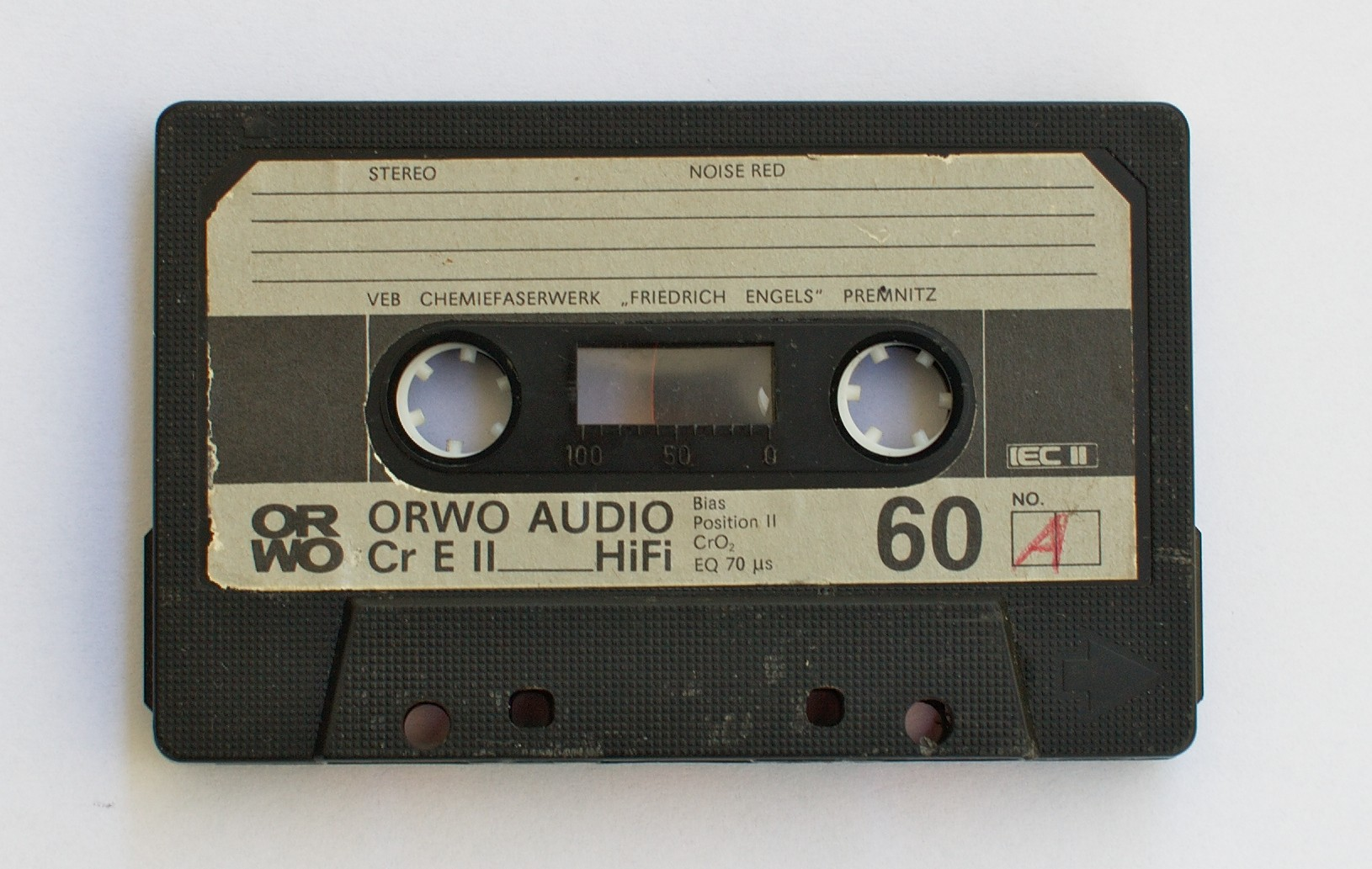
ORWO Audio Cassette(<1990)
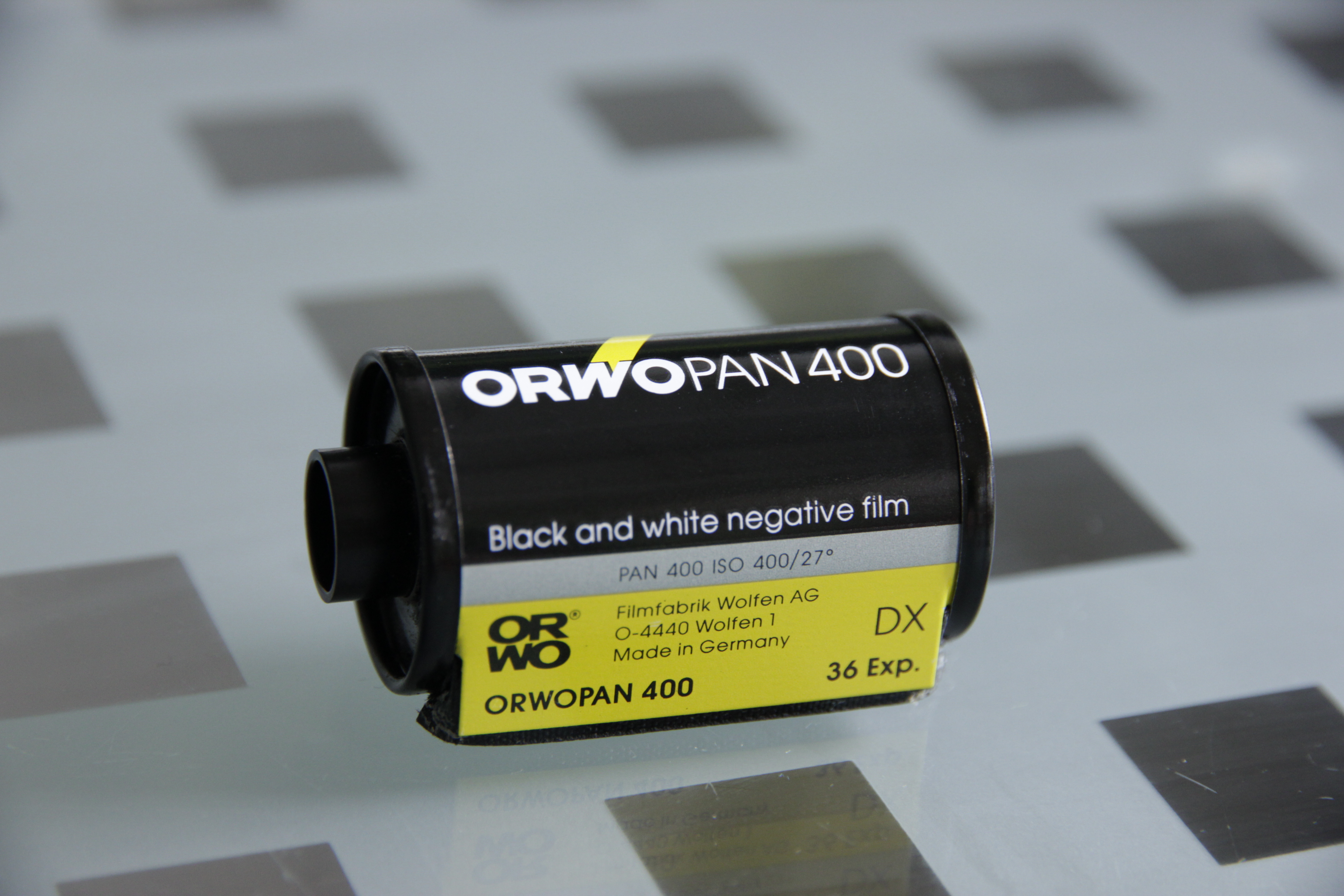
ORWO PAN 400 (< 1994)
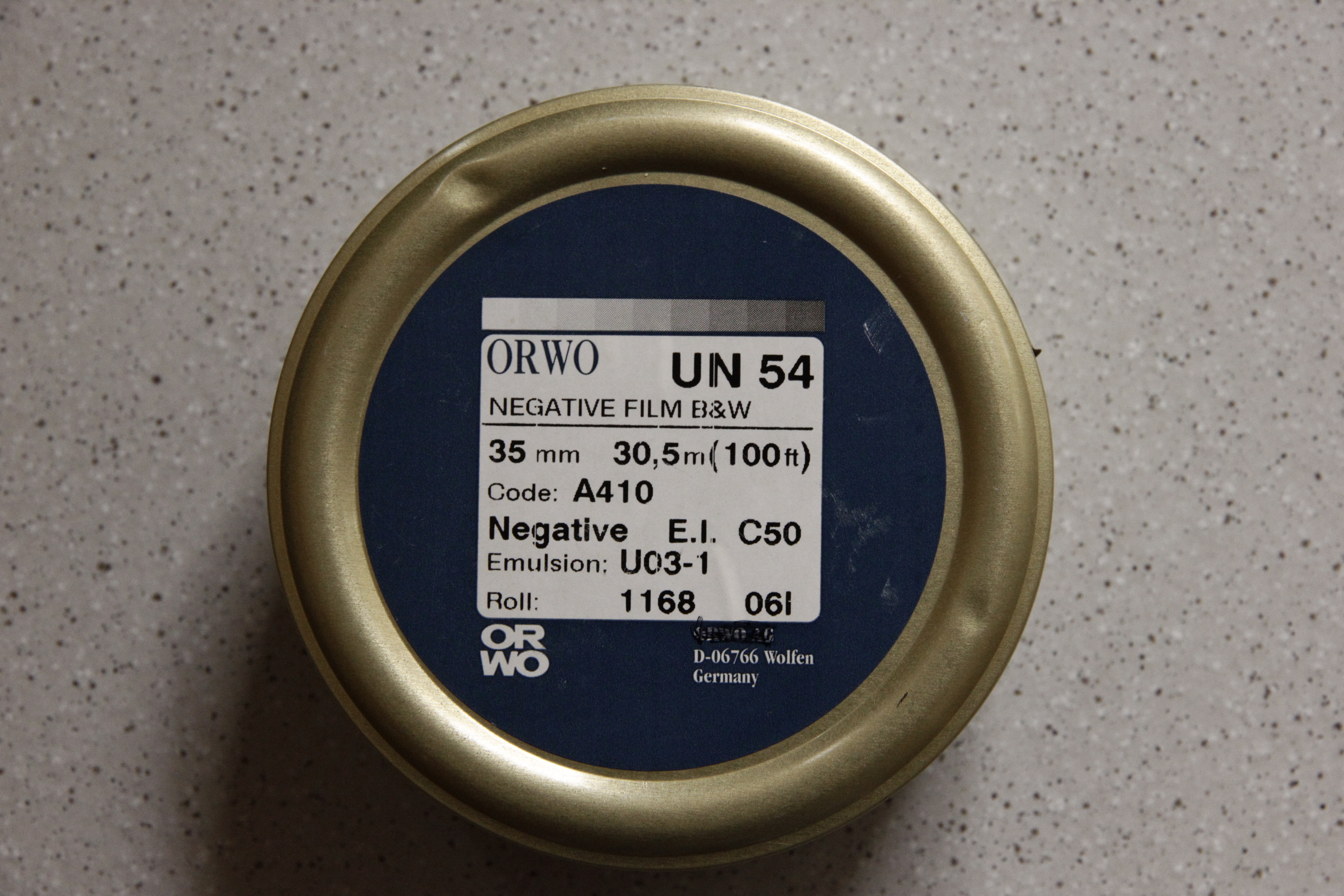
ORWO UN 54 in 30,5m / 100ft can (ORWO FilmoTec GmbH,2016)